# Auxesis (figura retórica)
La auxesis (en griego: αὔξησις, aúxēsis o auxêsis, de auxein, auxanein) es una palabra griega para indicar 'crecimiento', 'aumento', 'incremento', 'amplificación'. En retórica, puede referirse a diversas formas de aumento:
- Hipérbole (exageración): exagerar intencionadamente un punto, su importancia o su significado.[1][2]
- Clímax (serie ascendente): organizar una secuencia de palabras u oraciones de fuerza creciente. A veces se le llama incrementum.[3]
- Amplificación (aumento retórico): extensión o repetición exagerada e innecesaria de argumentos para enfatizar un punto. Esta amplificatio suele ir dirigida a suscitar la indignación (en griego: deinôsis; latín: indignatio) y es una de las funciones de la peroración.[4]

Esta figura retórica (en su segundo significado) se empareja con frecuencia con su opuesta, la meiosis, refiriéndose a algo con un nombre desproporcionadamente menor que su naturaleza.